# Wasserturm Hamburg-Barmbek
| Wasserturm Krankenhaus HH-Barmbek | Wasserturm Krankenhaus HH-Barmbek  |
| Wasserturm                        | Wasserturm                         |
| Daten                             | Daten                              |
| --------------------------------- | ---------------------------------- |
| Baujahr:                          | 1913                               |
| Entwurf:                          | Dr.-Ing Ruppel                     |
| Turmhöhe:                         | 48,4 m                             |
| Nutzhöhe:                         | 38 m                               |
| Behälterart:                      | Hängebodenbehälter                 |
| Behältervolumen:                  | 450 m³                             |
| Betriebszustand:                  | stillgelegt                        |
| Ursprüngliche Nutzung:            | Wasserversorgung des Krankenhauses |
| Weitere Nutzung:                  | Fitnesscenter                      |
| Denkmalschutz:                    | Ensemble seit 2009 geschützt       |

Der Wasserturm des ehemaligen Allgemeinen Krankenhauses Barmbek ragt mit über 48 m Höhe über alle Krankenhausgebäude hinaus und ist im umgebenden Stadtteil weithin sichtbar. Der Turm ist als  zentraler Baukörper Teil des ehemaligen Wirtschaftsgebäudes. Seit 2014 wird das Wirtschaftsgebäude einschließlich des Wasserturms unter dem Namen „Wasserturmpalais“ gewerblich genutzt. Die Krankenhausanlage ist als Kulturdenkmal mit der Objekt-ID 30813 ausgewiesen.

## Bauwerk
Das Hauptgebäude des Krankenhauses an der Fuhlsbüttler Straße in Barmbek-Nord wird von einem dreiflügeligen Wirtschaftsgebäude hufeisenförmig umrahmt. Auf der Rückseite dieses Gebäudes, zum Park hin ausgerichtet, befindet sich der Wasserturm. Er ist mit dem Mittelflügel baulich verbunden, ragt aber aus der Bauflucht hervor.
Der quadratische Unterbau des Turms besteht aus dem Erdgeschoss und drei Obergeschossen. Ein großes Bogentor im Erdgeschoss bildet den Eingang. Die Seitenwände der Obergeschosse haben je einen erkerartigen Vorbau, der sich über drei Stockwerke erstreckt und in jedem Stockwerk drei Fenster zeigt.
Darüber befindet sich, durch ein Gesims abgesetzt, der Behälterbereich. Die Behälterummantelung ist ein zylindrischer Bauteil, der durch Lisenen gegliedert ist und oben eine umlaufende Reihe kleiner Fenster aufweist. Ein Treppenerker ermöglicht es, an den Behälterwänden vorbei zur Behälteroberseite zu gelangen. Der Hängebodenbehälter im Inneren hatte ursprünglich ein Fassungsvermögen von 450 m³.
→ Näheres zu den Behälterformen im Hauptartikel Wasserturm
Das kupfergedeckte Dach ist durch eine schmale senkrechte Wand mit kleinen Fenstern in zwei Teile untergliedert: einen unteren Dachring und einen kuppelartigen Helm.

## Geschichtliches
Der Turm wurde 1912 im Zuge des Krankenhausneubaus im Stadtteil Barmbek errichtet. Der Entwurf stammt vom Hamburger Baurat Dr.-Ing. Ruppel. Das Krankenhaus war von Beginn an mit einer eigenen Wasserversorgung ausgerüstet.
Aus zwei Brunnen von 35 m bzw. 62 m Tiefe pumpten zwei Elektropumpen das Wasser in die Enteisenungsanlage im  Turmuntergeschoss und dann in den Hochbehälter. Vom Hochbehälter aus gelangte das Wasser durch Schwerkraft in das Kaltwassernetz des Krankenhauses. Zeitweilig belieferte der Turm auch die Warmwasseranlage im Kesselhaus und über eine Enthärtungsanlage die Wäscherei im Wirtschaftsgebäude.

## Weitere Nutzung
Ende der 1990er Jahre beschloss man, das in Pavillonbauweise gebaute Krankenhaus Barmbek zugunsten einer modernen Klinik aufzugeben. Mit dem Neubau der Asklepios Klinik Barmbek im Jahr 2005 wurden große Flächen des Krankenhausgeländes frei für ein neues Wohnquartier, das Quartier 21. In den über 60 ehemaligen Krankenhausgebäuden entstehen Wohnungen in parkartiger Umgebung.
Der Wasserturm, der seine Funktion verloren hat, wurde zusammen mit dem Hauptgebäude Anfang 2010 an die IDEM Haus GmbH verkauft. Die Firma hat den Turm zu einem Fitnesscenter umgebaut, wobei 4000 m² in mehreren Etagen neu gestaltet wurden. Seit 2014 wird das revitalisierte Wirtschaftsgebäude einschließlich des Wasserturms gewerblich genutzt und als „Wasserturmpalais“ vermarktet. Im Wasserturm ist der Wellnessbereich eines Fitnesscenters untergebracht. Daneben beherbergt das Wirtschaftsgebäude ein Ärztehaus, ein Restaurant, eine Kindertagesstätte sowie weitere Gewerbe- und Büroflächen.